# Le Feu écarlate
Le Feu écarlate est le trente-cinquième tome de la série de bande dessinée Thorgal, scénarisé par Xavier Dorison (son unique tome dans la série), dessiné par Grzegorz Rosiński et sorti le 10 novembre 2016.
L'album, d'abord prévu pour novembre 2015, a été repoussé à novembre 2016, à la suite d'un retard pris par Rosinski, tombé malade. Le Lombard publie quelques images en juillet-août 2016,.

## Synopsis
Thorgal est prisonnier des magiciens rouges, devenus les maîtres de Bag Dadh. Kahaniel est désormais réincarné en Aniel, ce qui fait qu'il a un corps de 10 ans et qu'il peut parler. Thorgal le considère néanmoins toujours comme son fils et veut l'arracher des mains des magiciens rouges.

## Publication
- Le Lombard, novembre 2016  (ISBN 978-2803635481)
- Le Lombard, novembre 2016, édition coffret avec Kah-Aniel  (EAN 370-0677971661)
- Le Lombard, novembre 2016, collector 86 pages  (ISBN 978-2803670758)
- Le Lombard, décembre 2016, luxe 100 pages  (ISBN 978-2803637140)

## Ventes
En 2018, Le Feu écarlate s'est vendu à 120 000 exemplaires.